# Левата (Алесандрија)
Левата је насеље у Италији у округу Алесандрија, региону Пијемонт.
Према процени из 2011. у насељу је живело 68 становника. Насеље се налази на надморској висини од 176 м.